# Золоторогий олень
«Золоторогий олень» — анімаційний фільм 1979 року Творчого об'єднання художньої мультиплікації студії Київнаукфільм, режисер — Тадеуш Павленко.

## Сюжет
Екранізація однойменної казки-поеми Дмитра Павличка. Пастушок Василько рятує свого друга — чарівного золоторогого оленя — від жадібного короля та його війська…

## Над мультфільмом працювали
- Автор сценарію: Дмитро Павличко
- Режисер: Тадеуш Павленко
- Художник-постановник: А. Вадов
- Композитор: Вадим Гомоляка
- Оператор: Анатолій Гаврилов
- Звукооператор: Віктор Груздєв
- Аніматори: Ніна Чурилова, Я. Селезньова, Е. Перетятько, Ігор Ковальов, Михайло Титов, Олександр Татарський, Є. Дьомкіна,
- Художник: С. Тесленко
- Асистенти: А. Корольов, Ірина Сергєєва, С. Васильєва, Н. Бондар
- Редактор: Володимир Гайдай
- Директор картини: Іван Мазепа